# Elektrizitätsgesellschaft Alioth

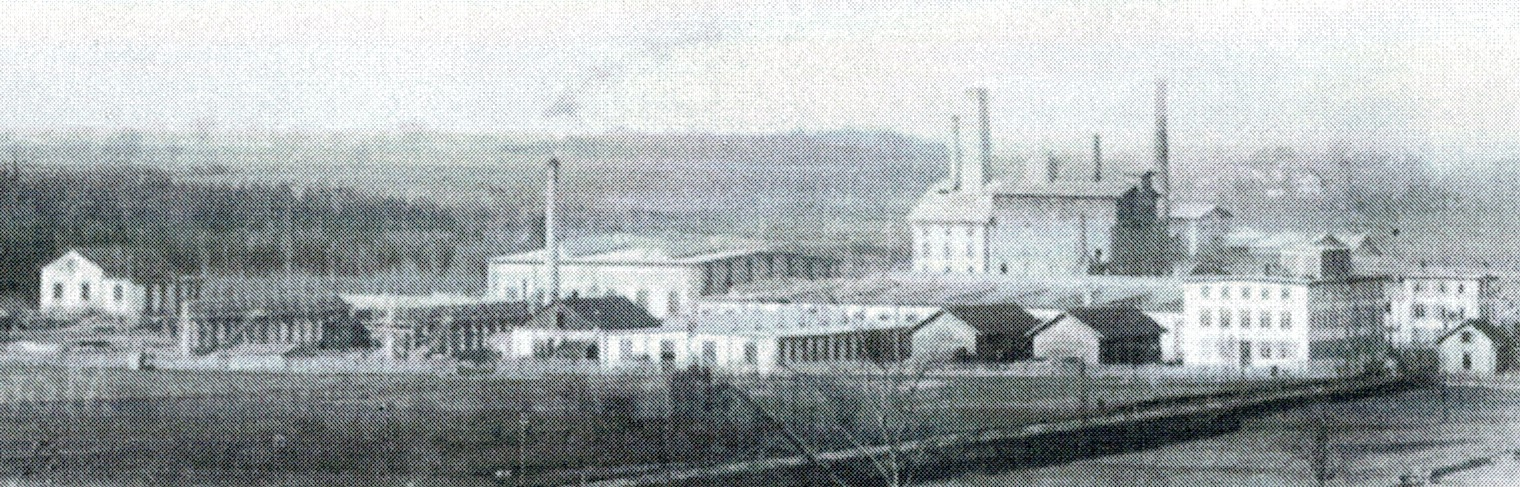
Panoramabild der Firma Alioth, Münchenstein, 1900

Die Elektrizitätsgesellschaft Alioth (EGA) (auch: Elektrizitäts-Gesellschaft EGA) in Münchenstein, im Kanton Baselland, war ein Unternehmen der Elektroindustrie in der Schweiz.

## Geschichte

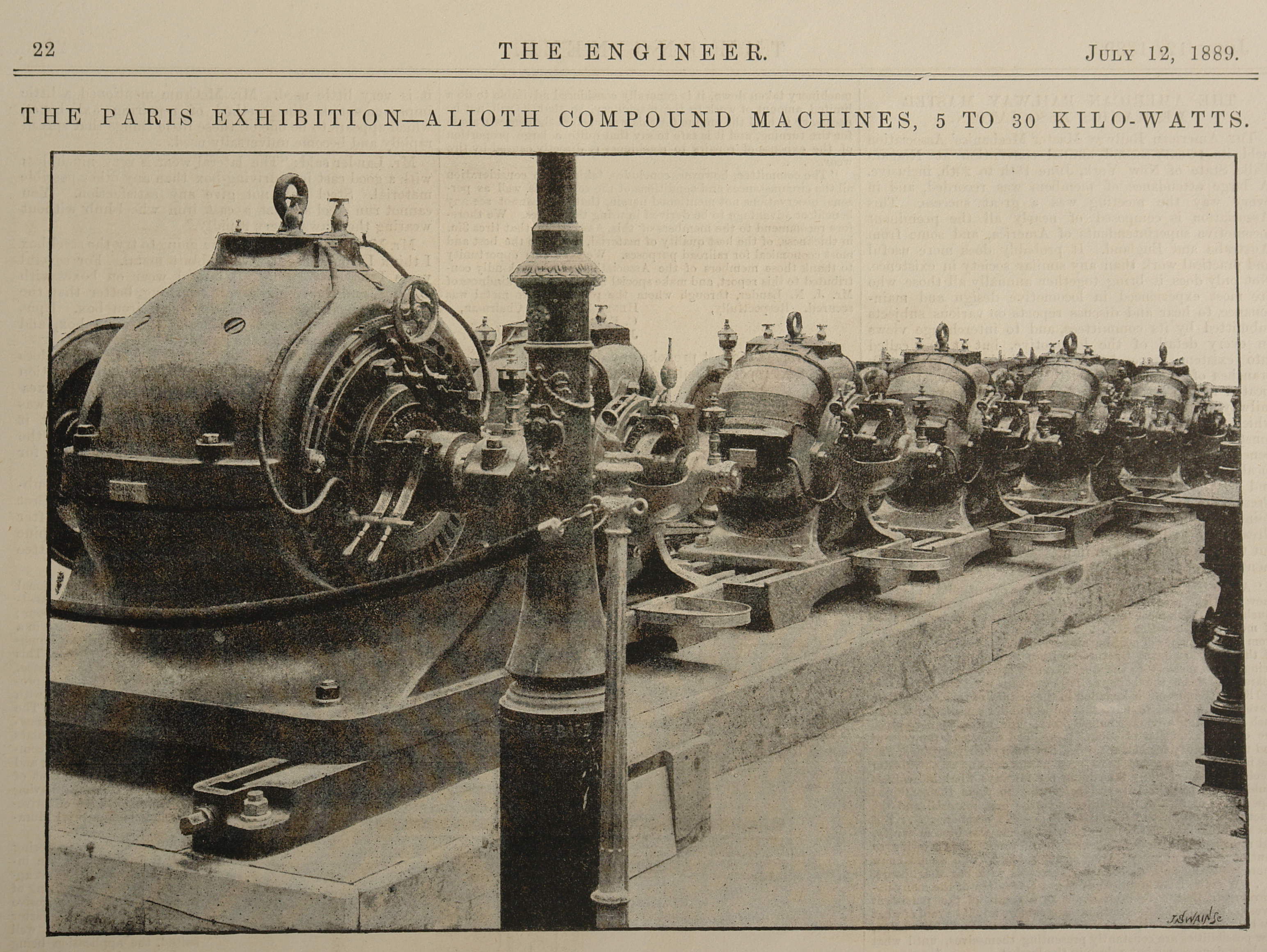
Elektromotoren der Firma Alioth auf der Weltausstellung Paris 1889

Ludwig Rudolf Alioth stammte aus der Besitzerfamilie der Schappespinnerei J.S. Alioth & Cie. Nachdem diese 1881 im Rahmen einer grossen Fusionswelle in der europäischen Schappeindustrie in der vom Schweizerischen Bankverein gegründeten Societé Industrielle pour la Schappe (SIS) aufgegangen war, schied Ludwig Rudolf Alioth zusammen mit seinem Vater aus dem Unternehmen aus. Im Herbst desselben Jahres trat Ludwig Rudolf in die seit März 1881 in Basel bestehende Firma von Emil Bürgin ein. Gemeinsam gründeten sie die Bürgin & Alioth, elektrotechnische Werkstätte, aus der die R. Alioth & Cie. hervorging. Sie führten zunächst die Produktion von Bürgins Bogenlampen, Gleichstromdynamos und Elektromotoren fort. Die Firma befand sich am Claragraben und beschäftigte rund 200 Personen.
Die beiden Elektroingenieure wollten der Obrigkeit von Basel eine elektrische Beleuchtung der Stadt schmackhaft machen. Da die Stadt ein eigenes Gaswerk zur Herstellung von Stadtgas betrieb, wollte man bei den gasbefeuerten Strassenlaternen bleiben und das Leitungsnetz weiter ausbauen. Diesen «Elektrischen Strom» wollte man nicht und «eine Gasbeleuchtung sei viel heller» war man der Meinung. So entstanden Meinungsverschiedenheiten derart, dass Bürgin und Alioth etwas betrübt ihren Betrieb und Sitz 1882, nach anderen Quellen 1885, ins nahe Münchenstein verlegten. 1883 waren sie mit ihren Produkten an der Schweizerischen Landesausstellung in Zürich vertreten. 1884 verliess Bürgin den Betrieb, blieb aber Teilhaber. Alioth gründete 1885 die Actiengesellschaft Elektrizitätsgesellschaft Alioth AG (EGA) und kaufte 1886 im angrenzenden Arlesheim ein 40 000 m² grosses Grundstück für den Bau von Produktionshallen. Zu deren Hauptgegenstand entwickelte sich rasch die Konstruktion und Fertigung von elektrischen Ausrüstungen für Eisenbahnen. Der Bestand der Mitarbeitenden stieg auf über 370 an. 1894 erfolgte eine Kapitalerhöhung. Dies führte zur Änderung des Firmennamens in: Elektrizitäts-Gesellschaft Alioth. Der Sitz wurde nach Arlesheim verlegt.

## Expansion

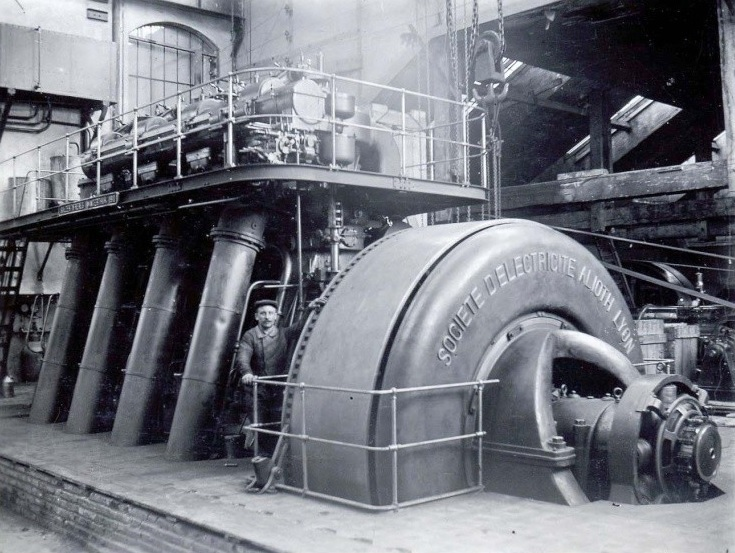
Kraftwerk Saint Chamond, Dieselmotor mit Generator

1896 gründete Alioth eine Tochtergesellschaft, die Société électricité Alioth, in Lyon, im Südosten Frankreichs. 1889 konnte Alioth die elektrische Ausrüstung für das Kraftwerk Piumogna, dem ersten Kraftwerk im Kanton Tessin liefern. Bereits um 1900 lieferte Alioth Dynamos nach Spanien, Frankreich und Italien, die bis zu 450 kW hatten.
Vermutlich noch gegen Ende des 19. Jahrhunderts wurde in Saint-Chamond, an der Loise, im Département Loire ein Elektrizitätswerk erstellt. Die Firma Sulzer in Paris lieferte einen Dieselmotor mit 1000 PS. Die Alioth Lyon einen Generator. Im 1912/13 wurde die Leistung des Diesels von 1000 auf 2000 PS angehoben.

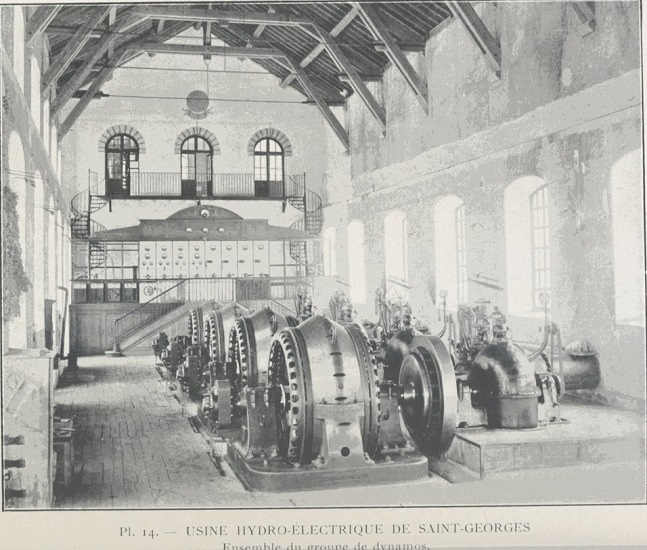
Wasserkraftwerk Saint Georges. Maschinenhalle mit Generatoren

Kurz vor dem Eingang in die Schluchten von Saint-Georges, im Département Languedoc-Roussillon wurde am 25. Dezember 1900 das an der Aude liegende Wasserkraftwerk Saint Georges in Betrieb gesetzt. Das Wasser wird 6 Kilometer flussaufwärts bei Gesse entnommen und über Aquädukte und Druckleitungen dem Kraftwerk zugeführt. Alioth Lyon war für die elektrischen Installationen verantwortlich. Es wurden vier Turbinen vom Typ Pelton mit Generatoren von Alioth geliefert. Diese konnten 600 Kilowatt bei 2'500 Volt leisten. Über Transformatoren wurde die Spannung von 2'500 Volt auf 20'000 Volt hoch transformiert. Dieses Kraftwerk war das Erste, welches eine Fernverteilung der elektrischen Energie mit dieser Spannungshöhe vornahm.

## Kraftwerksbau

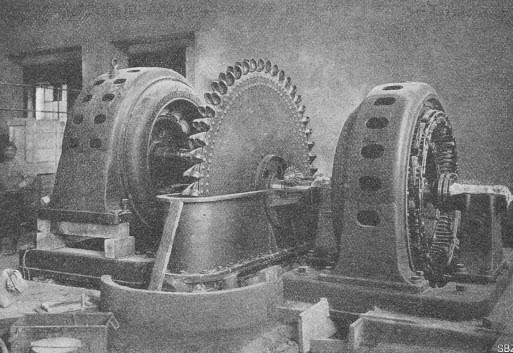
Zwei um 1910 gebaute Drehstromgeneratoren von Alioth, die im Kraftwerk Arniberg im Einsatz waren. Der Antrieb erfolgte durch eine Pelton-Turbine von Bell aus Kriens

In den Jahren 1895 und 1896 erstellte die Société d'électricité Alioth als Generalunternehmer für die Stadt Neuchâtel ein Wasserkraftwerk. Es wurde les Clées benannt und befand sich in der Areuse-Schlucht. Es wurde ein Speicherbecken, Druck- und Überlaufleitungen erstellt. Über 9,5 Kilometer lange Freileitungen wurde einphasiger Wechselstrom für die geplante Stadtbeleuchtung und dreiphasiger Wechselstrom für die seit 1892 bestehende Strassenbahn in die Stadt transportiert.
In den Jahren 1904 bis 1907 entstand das Kraftwerk Campocologno. Dieses war für die Produktion des für die Berninabahn benötigten Bahnstroms vorgesehen. Die Elektrizitäts-Gesellschaft Alioth war wiederum als Generalunternehmer für Planung und Bauausführung verantwortlich. Alioth lieferte die gesamten elektrischen Einrichtungen. Nach dem Erhalt der Konzession wurde 1906 auch der Bauentscheid für die Berninabahn gefällt. Auch hierzu lieferte Alioth die notwendigen elektrischen Einrichtungen. Mit der Aktien-Gesellschaft Albert Buss & Cie. Basel konnte bereits im Juli 1908 der erste Bauabschnitt der Bahn und im Juli 1910 die gesamte Strecke in Betrieb genommen werden. Die Triebwagen und Lokomotiven wurden von SIG (Wagenkasten) und Alioth (Elektrotechnik) geliefert.

## Spezialbahnen

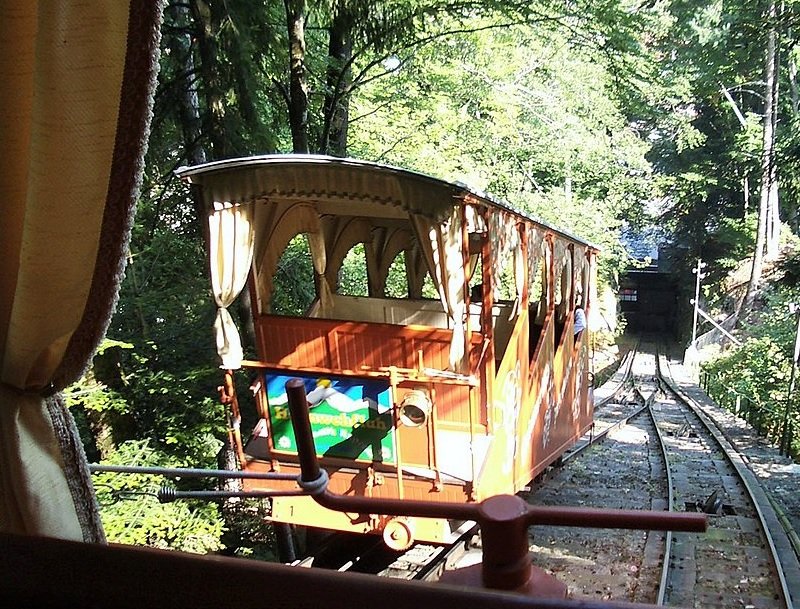
Heimwehfluhbahn Ausweichstelle in der Mitte der Strecke

Zwischen 1905 und 1906 wurde die Drahtseilbahn Interlaken-Heimwehfluh (DIH) erbaut. Die Standseilbahn führt von Interlaken-West auf die Heimwehfluh. Es ist eine eingleisige Meterspurbahn auf der zwei Fahrzeuge in Betrieb sind. Auf halber Strecke befindet sich eine Ausweichstelle mit Abtschen Weichen, wodurch ein Kreuzen der Wagen möglich ist. Erstellt wurden die Anlagen durch Emil Strub und H. H. Peter aus Zürich. Die gesamten elektrischen Installationen stammen von Alioth. Der Motorenraum befindet sich in der Bergstation unter dem Führerhaus. Die Bahn ist noch weitestgehend im Originalzustand und erfüllt immer noch die an sie gestellten Anforderungen.

## Technizismus
Die Eröffnung der Gotthardbahn hatte das schweizerische Fernverkehrsnetz 1882 vorläufig abgerundet. Wesentliche Aufgaben stellten sich jedoch im Bereich der schmalspurigen Nebenbahnen. Anders als etwa die Maschinenfabrik Oerlikon (MFO) und Brown, Boveri & Cie (BBC) unternahm Alioth keine Versuche mit hochgespanntem Wechselstrom. Er konzentrierte sich darauf, die Gleichstrombahnen weiterzuentwickeln. Dabei gelang der entscheidende Schritt vom schwächlichen zweiachsigen Tramwagen hin zu einem leistungsstarken vierachsigen Bahnfahrzeug. Nach damaligem Verständnis galt so ein Vierachser mit einer Masse von rund 25 t als «schwer». Diese Vierachser konnten nicht nur als Personentriebwagen, sondern auch als Lokomotiv-Ersatz eingesetzt werden.
Die elektrische Traktion sprengte die Beschränkungen bei Meterspur Dampfbahnen. Diese benötigten Mindestradien von 100 m und konnten eine maximale Steigung von 45 Promille bewältigen. Eine elektrische Bahn auf Meterspur begnügte sich mit Kurvenradien von unter 50 m und schaffte 70 Promille Steigungen. Dadurch ergaben sich ungeahnte Möglichkeiten der sparsamen, geländenahen Trassierung. In allen Teilen der Schweiz wurden nun elektrisch betriebene Schmalspurbahnen geplant und erstellt. Zusammen mit Partnerfirmen aus der Waggonbauindustrie fertigte Alioth zweckmässige zuverlässige Triebwagen. Bei vielen Bahnen rüstete die EGA nicht nur die Fahrzeuge aus, sondern plante und lieferte die gesamten elektrischen Anlagen: Oberleitung, Gleichrichterstationen und bei Bedarf auch das zur Versorgung der Bahn erforderliche Kraftwerk.

## Fusion

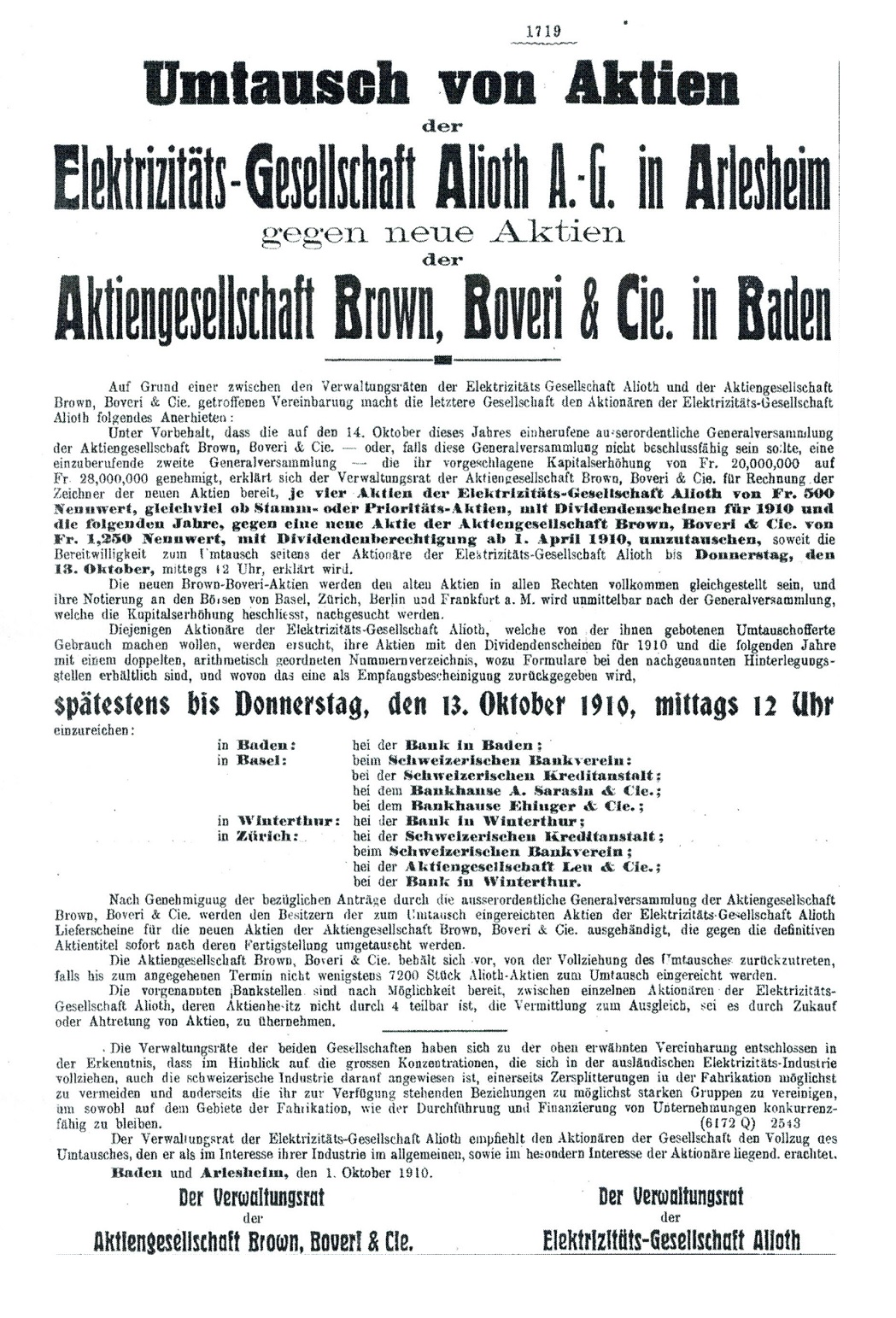
Zeitungs-Inserat, Aufforderung zum Aktientausch

Alioth zog sich allmählich aus dem Tagesgeschäft zurück. 1911 wurde die Elektrizitäts-Gesellschaft (EGA) an die Brown, Boveri & Cie (BBC) verkauft. Das Alioth-Gelände in Münchenstein wurde von BBC noch bis 1970 zur Montage der elektrischen Lokomotiven genutzt. Die letzten Lager wurden erst 1990 geräumt.
Durch die Übernahme der EGA im Jahre 1911 erwarb BBC deren Knowhow. BBC selbst hatte erst kurz zuvor mit der Bleniotalbahn seine erste Gleichstrom-Schmalspurbahn geliefert. Die fehlende Erfahrung war einigen Konstruktionsdetails deutlich anzusehen. Mit dem Kriegsausbruch endete der Schmalspurbahn-Boom abrupt. BBC konnte deshalb von der Übernahme nicht wie erhofft sofort profitieren. Lediglich einige angefangene Projekte konnten noch fertiggestellt werden.

## Fabrikationsliste
Die Elektrizitätsgesellschaft Alioth lieferte elektrische Anlagen und Fahrzeuge an die folgenden Bahnen. Wenn nicht anders angegeben, handelt es sich um Meterspurbahnen in der Schweiz. Bei den Bahngesellschaften sind jeweils die Fahrzeuge, befahrene Strecke, Serienbezeichnung, Hersteller und Baujahr angegeben.
Die Liste erhebt keinen Anspruch auf Vollständigkeit. Ergänzungen sind willkommen.
Elektrische Strassenbahn Altstätten–Berneck (AB)
Strecke: Altstätten – Rebstein – Heerbrugg – Berneck
- Ce 2/2 1–7, MAN/Alioth 1897–1898

Altstätten – Gais (AG), heute Appenzeller Bahnen (AB)
Strecke: Altstätten – Alter Zoll – Rietli – Gais
- CFeh 3/3 1–3, SIG/SLM/Alioth 1911, Nummer 2 (später 17) fahrfähig erhalten (Verein AG2), Zahnradantrieb ausgebaut, Nummer 3 ausgestellt im Schweizerischen Verkehrshaus in Luzern.

Strassenbahn Altdorf–Flüelen (AF)

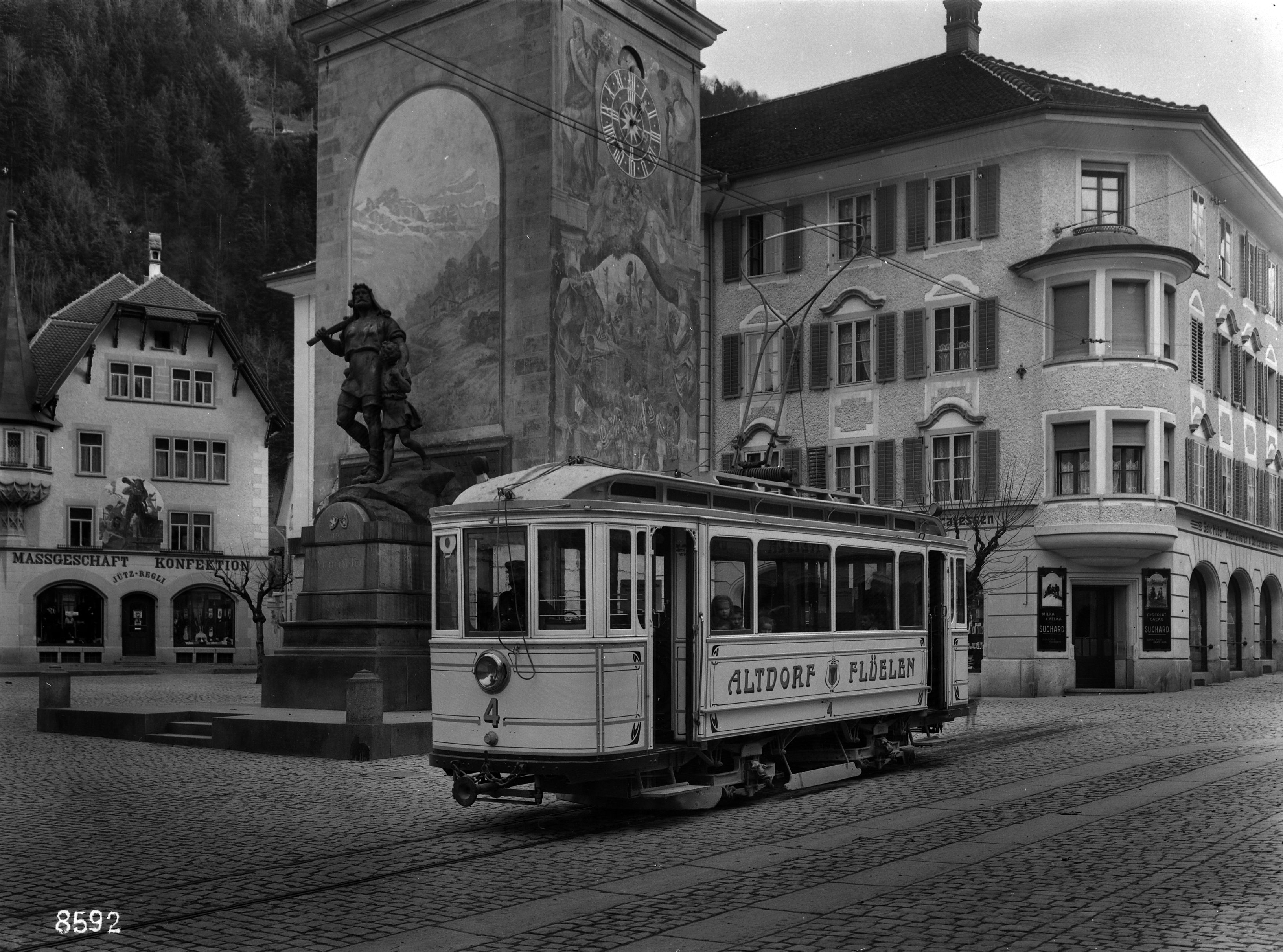
Ce 2/2 4 der Strassenbahn Altdorf–Flüelen an der Endhaltestelle vor dem Telldenkmal in Altdorf

Strecke: Altdorf – Spitalplatz – Moosbad – Flüelen Oberdorf – Flüelen SBB
- Ce 2/2 1–4, MAN/Alioth 1906

Basler Strassen-Bahnen (B.St.B.), heute Basler Verkehrs-Betriebe (BVB)
Strecken: Heute Linien im ganzen Stadtgebiet und Agglomeration
- Ce 2/2 101–136, SWS/Alioth 1905–1908
- Ce 2/2 137, SWS/Alioth 1911, Musterwagen für die folgende Serie
- Ce 2/2 138–151, SWS/BBC 1912

Für die am 5. Mai 1895 eröffnete Basler Strassen-Bahnen hatte Siemens die elektrische Ausrüstung (550 V Gleichstrom) für die bestellten 31 Ce 2/2 geliefert. Mit den Wagen 101–136 beschaffte die B.St.B. erstmals Fahrzeuge nicht beim «Hauslieferanten». Dies war für Alioth ein besonderer Erfolg.
Birsigtalbahn (BTB), heute Baselland Transport (BLT)
Strecke: Basel – Binningen – Bottmingen – Oberwil – Therwil – Ettingen – Flüh – Leymen – Rodersdorf
- BCe 4/4 1–5, SWS/Alioth 1905
- BCe 4/4 6, SWS/Alioth 1908

Birseckbahn (BEB), heute BLT
Strecke: Basel – Münchenstein – Arlesheim – Dornach
- Ce 2/2 1-4, Bautzen/Alioth 1902
- Ce 2/2 5-6, SWS/Alioth 1905

Die Birseckbahn diente der EGA als Test- und Referenzstrecke mit Werksanschluss
Langenthal-Jura-Bahn (LJB), heute Aare Seeland mobil (ASm)
Strecke: Langenthal – Aarwangen – Bannwil – Niederbipp – Oensingen
- CFe 4/4 1–2, Ringhoffer/Alioth 1907, Nummer 116 (ex 1) umgebaut 1978, Nostalgie-Triebwagen
- Ce 2/2 11–12, Ringhoffer/Alioth 1907, Nummer 12 bei Museumsbahn Blonay–Chamby erhalten
- Fe 4/4 51, Ringhoffer/Alioth 1908

Berninabahn (BB), heute Rhätische Bahn (RhB)
Strecke: St. Moritz – Pontresina – Surovas – Morteratsch – Bernina Suot – Bernina Lagalp – Ospizio Bernina – Alp Grüm – Cavaglia – Cadera – Poschiavo – Miralago – Brusio – Campocologno – Tirano
- BCe 4/4 1–14, SIG/Alioth 1908–1909, später umgebaut, siehe RhB ABe 4/4 I
- BCFe 4/4 21–23, SIG/Alioth 1911, später umgebaut, siehe RhB ABe 4/4 I
- Fe 2/2 51, SIG/Alioth 1909
- Ge 2/2 61–62, SIG/Alioth 1911

Wengernalpbahn (WAB)

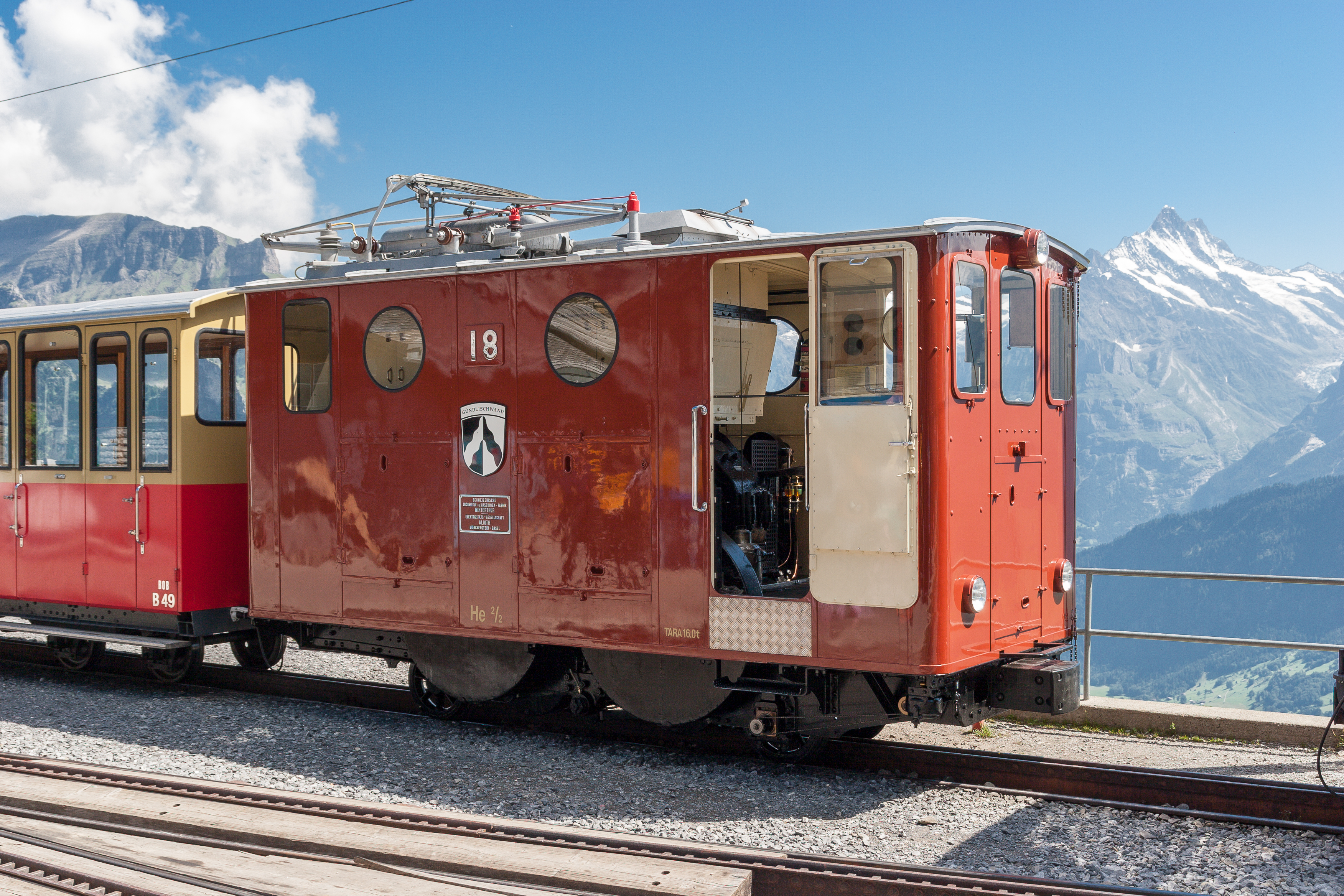
He 2/2 18 Gündlischwand (SPB), auf der Schynige Platte, 2010

Strecke: Lauterbrunnen – Wengen – Wengernalp – Kleine Scheidegg – Alpiglen – Brandegg – Grindelwald Grund – Grindelwald
- He 2/2 51–58, SLM/Alioth 1909/1910, runde Maschinenraumfenster, 55–58 an BOB verkauft für SPB, dort 15–18. 54 nach einem Umbau mit rechteckigen Maschinenraumfenster versehen
- He 2/2 59–63, SLM/Alioth 1911/1912, rechteckige Maschinenraumfenster, an BOB verkauft für SPB, dort 19, 20 und 61–63

Lok 55 steht als Denkmal in Münchenstein, 51–54 sind noch bei der WAB, 56–63 bei der Schynige Platte-Bahn (SPB), dort befinden sich die später von BBC gelieferten weitgehend baugleichen He 2/2 11–14 mit rechteckigen Maschinenraumfenster.
Montreux–Oberland–Bernois (MOB)

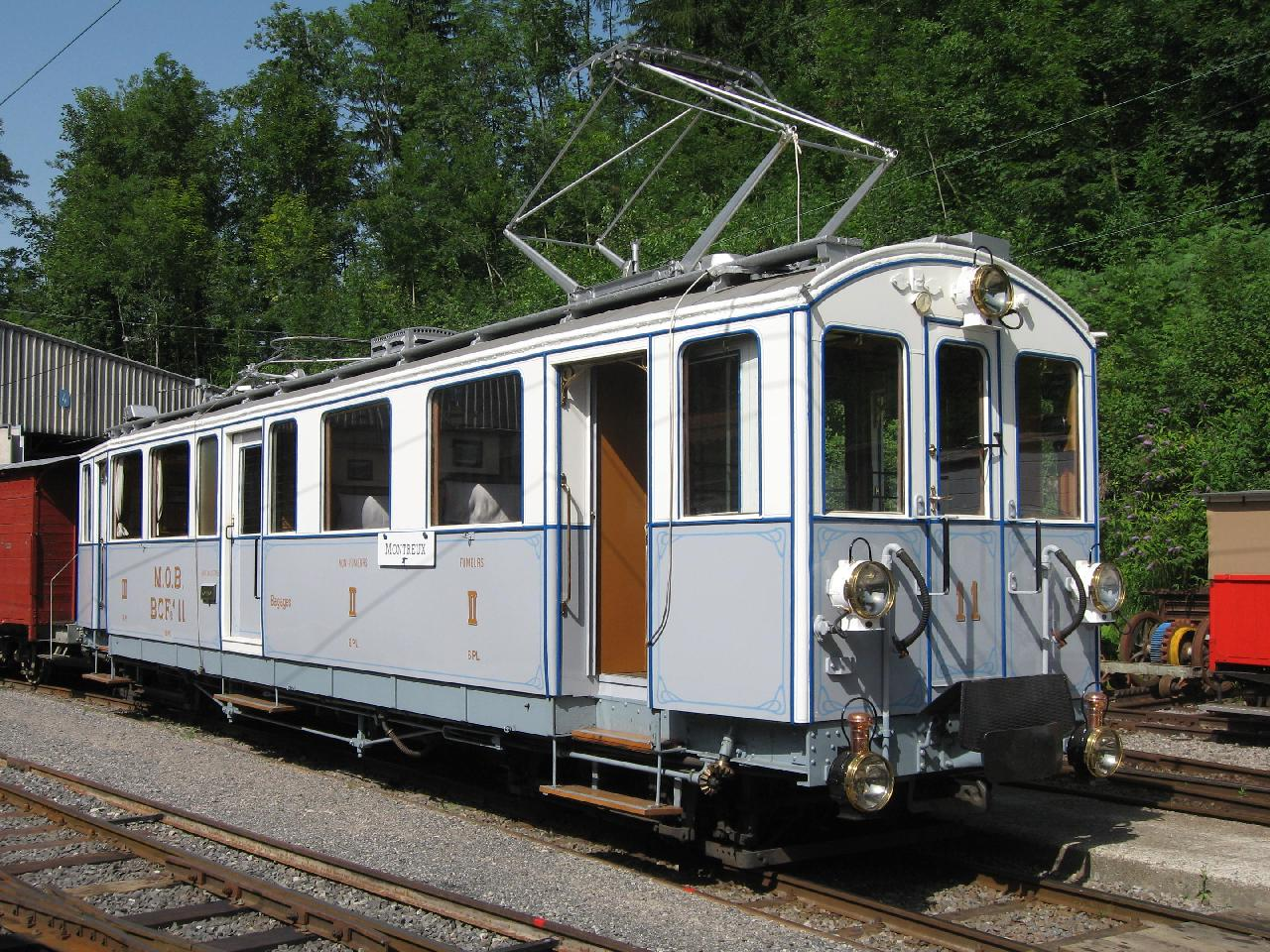
Historischer Motorwagen BCFe 4/4 11, der MOB

Strecke: Montreux – Les Avants – Montbovon – Château-d’Oex – Gstaad – Zweisimmen – Lenk im Simmental
- BCFe 4/4 1+2, SIG/Alioth 1901
- BCe 4/4 3, SIG/Alioth 1901
- BCFe 4/4 4, SIG/Alioth 1903, ursprünglich Sommerwagen
- BCFe 4/4 5+6, SIG/Alioth 1903
- BCFe 4/4 7–20, SIG/Alioth 1904–1906, Nummer 11 als betriebsfähiger historischer Motorwagen bei der Museumsbahn Blonay-Chamby erhalten
- BCFe 4/4 21+22, SIG/Alioth 1908
- BFZe 4/4 23–26, SIG/Alioth 1912, Nummer 26, nicht betriebsfähig, dient heute als Vereinslokal der Modellbahngruppe Obersimmental-Saanenland in Saanen

Châtel-St-Denis – Palézieux (CP), heute Transports publics fribourgeois (tpf)
Strecke: Châtel-Saint-Denis – Bossonnens – Palézieux
- BCFe 4/4 1–2, SWS/Alioth 1901, später umnummeriert: CEG 8–9

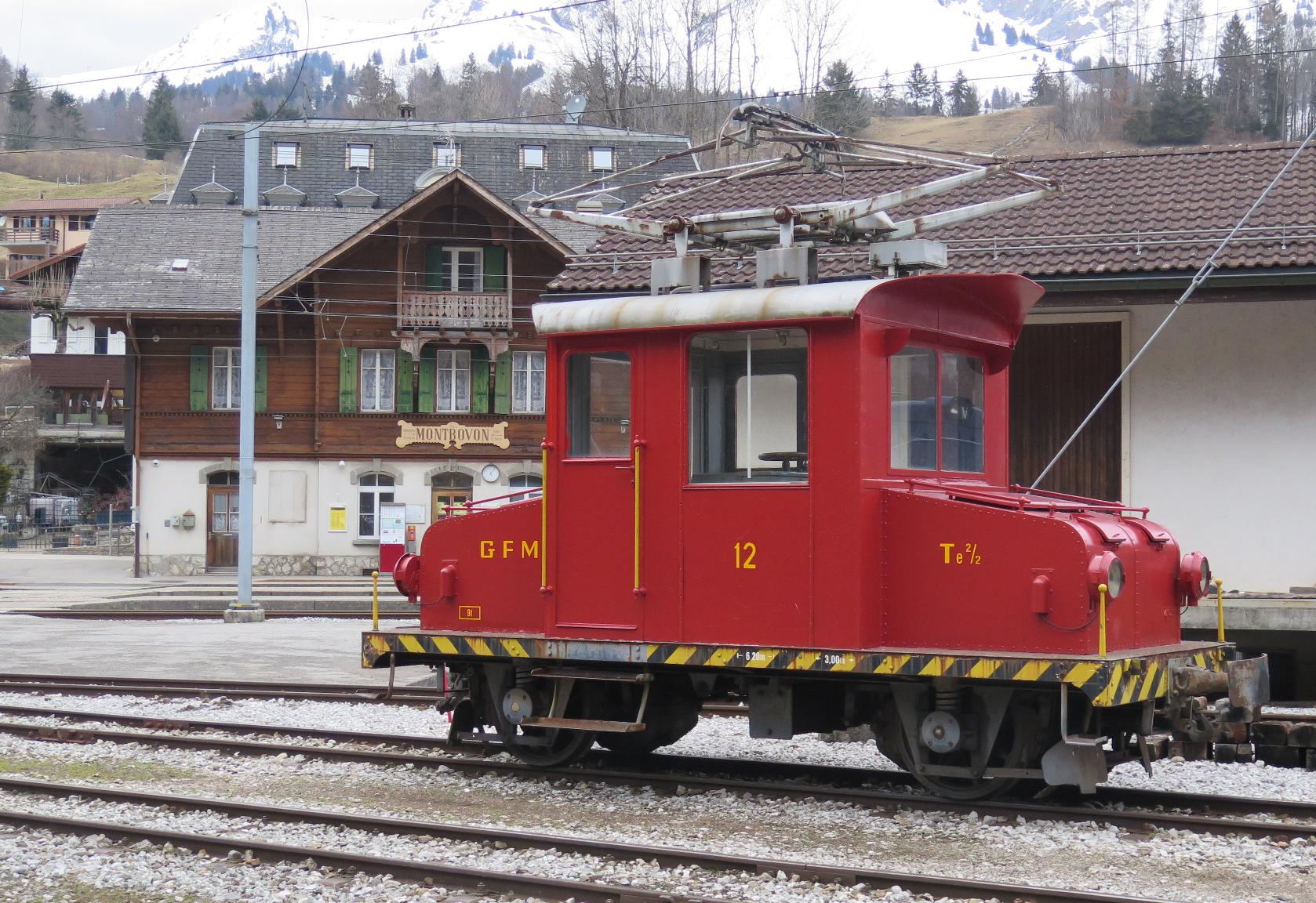
GFM Te 2/2 12, im Bahnhof Montbovon (2014)

Chemins de fer électriques de la Gruyère (CEG), heute tpf
Strecke: Châtel-Saint-Denis – La Verrerie – Vaulruz-Sud – Bulle – Gruyères – Grandvillard – Montbovon
- BCe 4/4 1–2, SWS/Alioth 1903
- BCFe 4/4 6–7, SWS/Alioth 1903
- CFe 4/4 11–12, SWS/Alioth 1903
- CFZe 4/4 13–14, SWS/Alioth 1904
- BCe 4/4 415–17 SWS/Alioth 1905, Nummer 115 (ex 415) mehrfach umgebaut erhalten
- Ge 2/2 501, CEG/Alioth 1912, Aufgebaut auf Triebwagendrehgestell aus der Reserve. Nach Umbau durch CEG 1954 zu Te 2/2 12 umbezeichnet[9]
- Ge 4/4 502–03, CEG/Alioth1901, nach Umbau in den 1950er Jahren durch CEG zu Te 4/4 13–14 umbezeichnet[10]

Aigle – Ollon – Monthey (AOM), heute Transports Publics du Chablais (TPC)
Strecke: Aigle – Ollon – Villy – Corbier – Monthey
- CFZe 2/4 1–3, Rastatt/Alioth 1907
- CFZe 4/4 11, SIG/Alioth 1909

Chemin de fer Monthey–Champéry–Morgins (MCM), heute TPC
Strecke: Monthey – Chemex – Troistorrents – Val-d'Illiez – Champéry
- BCFeh 4/4 1–3, SIG/SLM/Alioth 1908
- BCFeh 4/4 6, SIG/SLM/Alioth 1909, heute bei Blonay–Chamby

Aus Kostengründen wurde die Strecke nach Morgins nicht erstellt
Compagnie Genevoise des Tramways Électriques (CGTE), heute Transports publics genevois (tpg)
Strecke: Heute diverse Linien im Stadtgebiet und Agglomeration
- Ce 2/4 90-99, Bautzen/Alioth 1902. Die Fahrzeuge wurden von zwei auf vier Motoren umgebaut. Hierzu wurden Motoren von Alioth, Siemens und SAAS verwendet. Nach dem Umbau wurden die Fahrzeuge zu Ce 4/4 umbezeichnet.

Tramvie Elettriche Luganesi (TEL)
3 Strecken ausgehend vom Piazza Giardino: nach Cassarate, nach Molino Nuovo, nach Paradiso mit einem Abzweig zur San-Salvatore-Bahn
- Ce 2/2 1–12, SWS/Alioth 1910

Ferrovia Lugano–Tesserete (LT)
Strecke: Lugano – Sassa – Vira – Canobbio – Lugaggia – Tesserete
- BCFe 4/4 1–3, SWS/Alioth 1909

Ferrovia Lugano–Ponte Tresa (FLP)
Strecke: Lugano – Cappella – Agnuzzo – Bioggio – Agno – Magliaso – Ponte Tresa
- BCe 4/4 1–3, SWS/Alioth 1912, Nummer 3 erhalten bei SEFT-FM

Obwohl die Lieferung nach der Firmenfusion durch BBC erfolgte, trugen die Fahrzeuge «Alioth»-Fabrikschilder
Ferrovia Lugano–Cadro–Dino (LCD)
Strecke: Lugano – Piazza Indipendenza – Ospedale – La Santa – Viganello – Soragno – Dino
- CFe 2/2 1–4, SWS/Alioth 1911

Bahnen in Österreich-Ungarn (Südtirol, heute Italien)
Ferrovia Elettrica dell’Alta Anaunia (FEAA)
Strecke: Dermulo – Sanzeno – Romeno – Cavareno Stazione – Fondo – Ruffrè – Mendel
- CFe 4/4 4, Nesselsdorf/Alioth 1910, 1934 an die Rittner Bahn, dort als Triebwagen 105 «Alioth» betriebsfähig erhalten

Die FEAA war eine Zweiglinie der Ferrovia Trento-Malè (FTM)

Bahnen in Frankreich
Paris–Lyon–Mediterranée (PLM)
Strecke: Cannes – Grasse

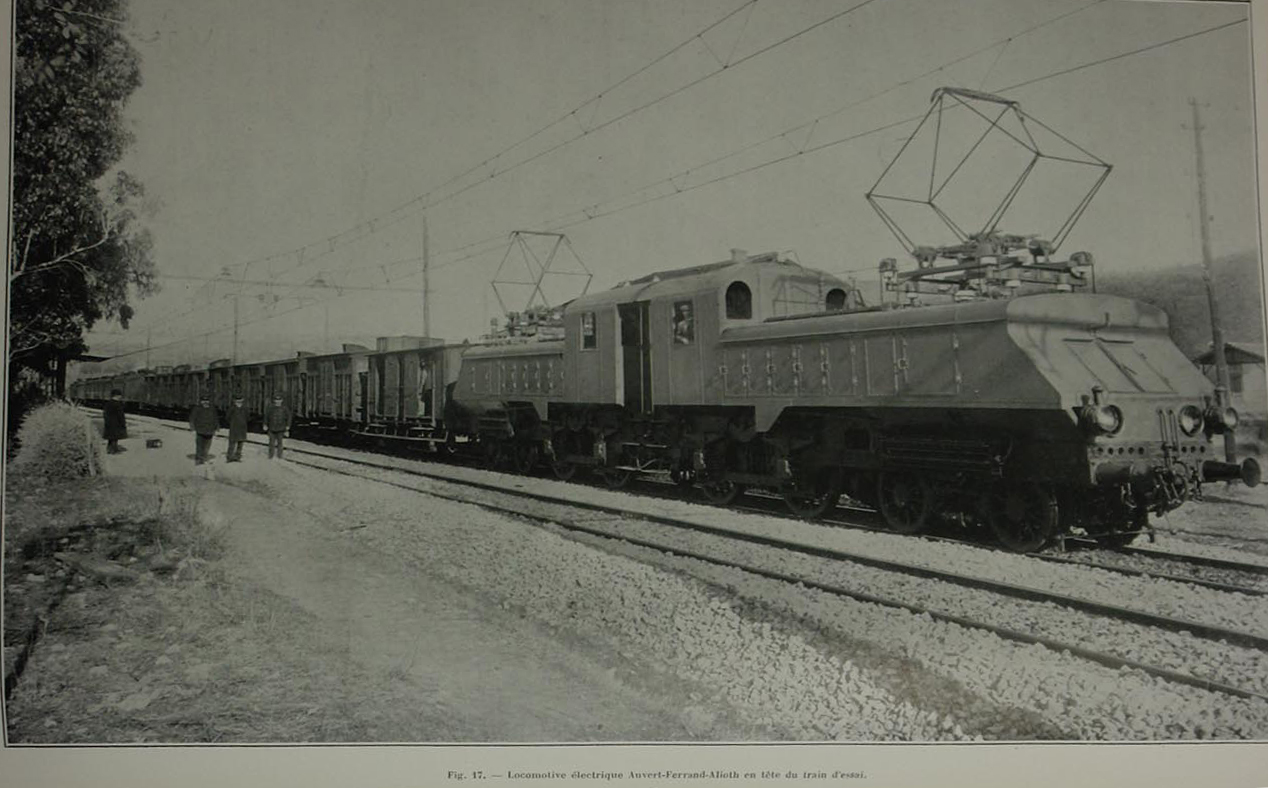
Elektrolok Auvers Ferrand, Alioth (Juli 1911)

- 1910, 2-teilige Versuchslok (Normalspur) für Wechselstrom 12 kV/25 Hz, System Auvert & Ferrand mit rotierenden Umrichtern Wechselstrom/Gleichstrom (2 × 600 kW, 136 t)

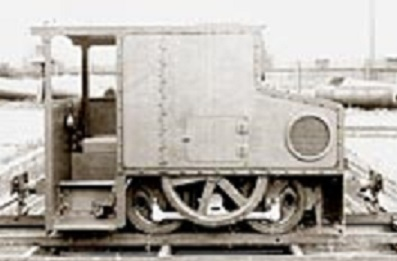
Industrielokomotive Kraus/Alioth, Werksaufnahme, 1906

Société des Cristalleries de Saint-Louis
Industriebahn der Glas-Manufaktur, mit 600 mm Spurweite
- a 2/2 1 "Lorraine", Krauss/Alioth 1906, Akkumulatoren Lokomotive, für Werk Münzthal
- a 2/2 2 "Lothringen", Krauss/Alioth 1908, Akkumulatoren Lokomotive, für Werk St. Louis

Munster – Col de la Schlucht (MSchB)
- Ceh 2/2 1, SIG/SLM/Alioth 1907
- BCFeh 4/4 2-4, SIG/SLM/Alioth 1907

Zahnstangenabschnitt mit maximaler Neigung von 220 ‰

## Nicht ausgeführte Projekte
Aigle – Sépey – Diablerets (ASD), heute (TPC)
Für diese Bahn hatte Alioth die elektrischen Anlagen projektiert. Nach der 1911 erfolgten Fusion zeigte BBC aber kein Interesse an der Ausführung des Auftrags, diesen bekam schliesslich die AEG Berlin.
Brig-Furka-Disentis (BFD), heute Matterhorn-Gotthard-Bahn (MGB)
Die 1908 an Alioth und Roland Zehnder, den Direktor der MOB, erteilte Konzession für eine elektrische Furkabahn kam nicht in der vorgesehenen Form zur Ausführung. Die französischen Kapitalgeber änderten die Pläne massiv. Stattdessen wurde die Furkabahn als Dampfbahn für gemischten Betrieb, Adhäsion und Zahnstange Abt, gebaut.